# Redován
Redován es un municipio de la Comunidad Valenciana, España. Situado en el sur de la provincia de Alicante, en la comarca de la Vega Baja del Segura. Cuenta con una población de 8285 habitantes (INE 2024). Se trata de un municipio hispanófono, en el que el español cuenta con el predominio lingüístico reconocido legalmente.

## Geografía
Municipio español de la comarca de la Vega Baja del Segura, al sur de la provincia de Alicante, a caballo entre el histórico reino de Valencia y el de Murcia. Se encuentra entre el río Segura y a los pies de la sierra de Callosa. Pertenece a la Comunidad Valenciana. Se sitúa a 53 kilómetros de la capital provincial. 
El término municipal está atravesado por la Autovía del Mediterráneo (A-7), por la carretera N-340, entre los pK 691 y 692, y por carreteras locales que permiten la comunicación con Orihuela y Callosa de Segura. 

### Localidades limítrofes
Redován limita con los términos municipales de Orihuela, Callosa de Segura, Cox, Granja de Rocamora y Benferri.
| Noroeste: Benferri, Callosa de Segura (exclave) y Granja de Rocamora (exclave) | Norte: Cox    | Noreste: Callosa de Segura |
| Oeste: Orihuela                                                                |               | Este: Callosa de Segura    |
| Suroeste Orihuela                                                              | Sur: Orihuela | Sureste: Orihuela          |

### Orografía

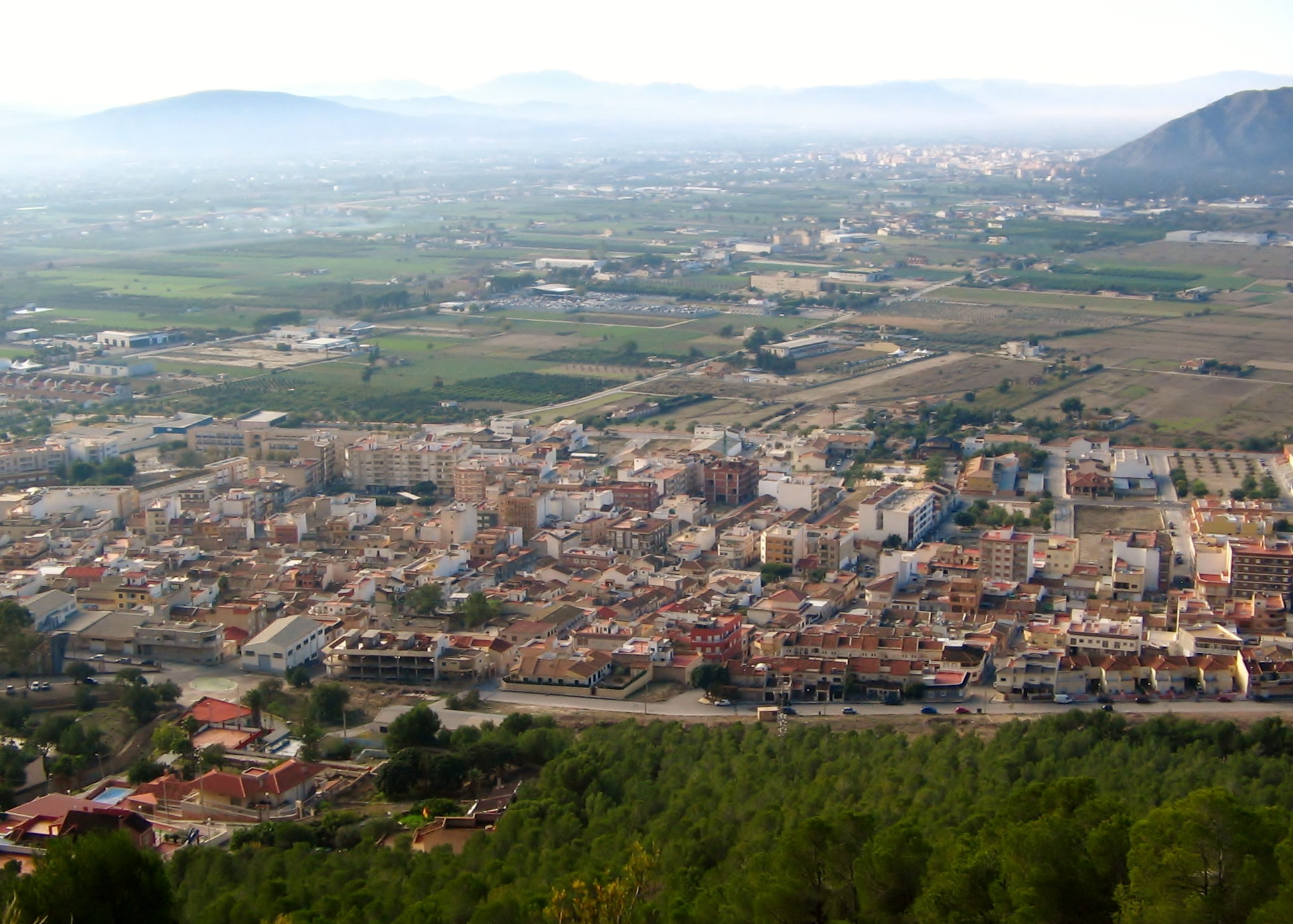
Vistas de Redován desde la montaña

El relieve del municipio presenta dos partes perfectamente diferenciadas: la parte noroeste del término está ocupada por la sierra de Callosa, última manifestación del Sistema Penibético y que alcanza en su cota más alta, el pico del Águila, los 568 metros sobre el nivel del mar. Otras alturas importantes son: El Peñón de la Lobera (328 metros), el Collado del Lobo (303 metros) y el pico del Chinar (531 metros). 
La altitud oscila entre los 568 metros (Alto del Águila) y los 20 metros en la vega del Segura. El pueblo se alza a 28 metros sobre el nivel del mar. 
La sierra está formada por calizas dolomíticas, duras, macizas y con formas imponentes. Dichas calizas presentan varias veces caracteres marmóreos. Se caracteriza por laderas de fuertes pendientes, de las que emergen murallones rocosos. Está asimismo muy descarnada por la erosión. Teniendo a sus pies un pequeño bosque mediterráneo formado por pino carrasco, que ofrecen de Redován una estampa de singular belleza desde la distancia.
El resto del término, entroncado perfectamente con la huerta de la Vega Baja al sur, y al norte con la superficie de campo, apenas accidentado por la Rambla de Abanilla. Se trata de un llano de origen aluvial, forma una superficie completamente llana, que el Río Segura, el cual discurre cercano, ha ido formando a lo largo de la historia, con los sedimentos de su propia erosión sobre la primitiva fosa tectónica que le dio acceso al mar.
El suelo es profundo y rico en areniscas y limos, por lo que resulta fértil para la agricultura.

### Climatología
El clima es mediterráneo seco, con acentuados rasgos de aridez y caracteres esteparios, que definen su paisaje natural de colinas grises y desnudas con chumberas, pinares, algarrobos, palmeras, pitas, matorrales xerófilos y aromáticas de tomillo y romero.
Las medias térmicas suelen ser suaves gracias a la influencia del mar, las cuales oscilan entre los 11° de enero (el mes más frío) y los 26° de agosto. Con medias anuales de 18 °C. Los inviernos son suaves.
Cuenta con alrededor de 320 días de sol al año.
Las precipitaciones, muy desiguales, no superan los 280 mm. anuales. Solo el agua del Río Segura, canalizada por el entramado esqueleto de azudes, canales y acequias, tales como las del Escorratel y Callosa, las aportaciones del trasvase Tajo-Segura y el aprovechamiento de las aguas de pozos subterráneos, hacen posible las plantaciones de su huerta, en la que destacan los cítricos y hortalizas.

## Flora y fauna
Entre la vegetación característica se encuentran los pinares y los matorrales de Mayteno-Periplocetum angustifoliae (Maytenus, Periploca) la que es una de sus ubicaciones más septentrionales de España. La flora es muy rica en endemismos de entre los que destacan el rabo de gato (Sideritis glauca) cuya distribución mundial se reduce exclusivamente a este lugar. En su sierra encontramos los últimos reductos de existencia a nivel mundial de plantas cómo la Sedum rubens, chumberillo de lobo (Caralluma munbyana), la cambronera (Lycium intricatum) o incluso Kalanchoe daigremontiana y Eryngium ilicifolium.
También encontramos pastizales anuales y matorrales y tomillares termófilos, aunque merecen destacarse por su singularidad los matorrales arborescentes con Ziziphus, los prados calcáreos cársticos y las pendientes rocosas con especies calcícolas.
En cuanto a las especies faunísticas, la sierra alberga poblaciones, entre otras, de Circaetus gallicus, Hieraaetus fasciatus, Falco peregrinus y Bubo bubo.

## Historia
Desde la antigüedad, han pasado por Redován diferentes civilizaciones mediterráneas: íberos, fenicios, griegos, romanos y árabes, tal como manifiestan los yacimientos arqueológicos encontrados en su término. Se sabe que diferentes culturas de la antigüedad habitaron en su montaña.
Los indicios de poblamiento más antiguos son el Bancalico de los Moros, el Rincón y el Cabezo todos pertenecientes a la Edad del Bronce.Por lo que se podría considerar uno de los pueblos más antiguos de la comarca, e importante vía de paso del sureste peninsular durante siglos.

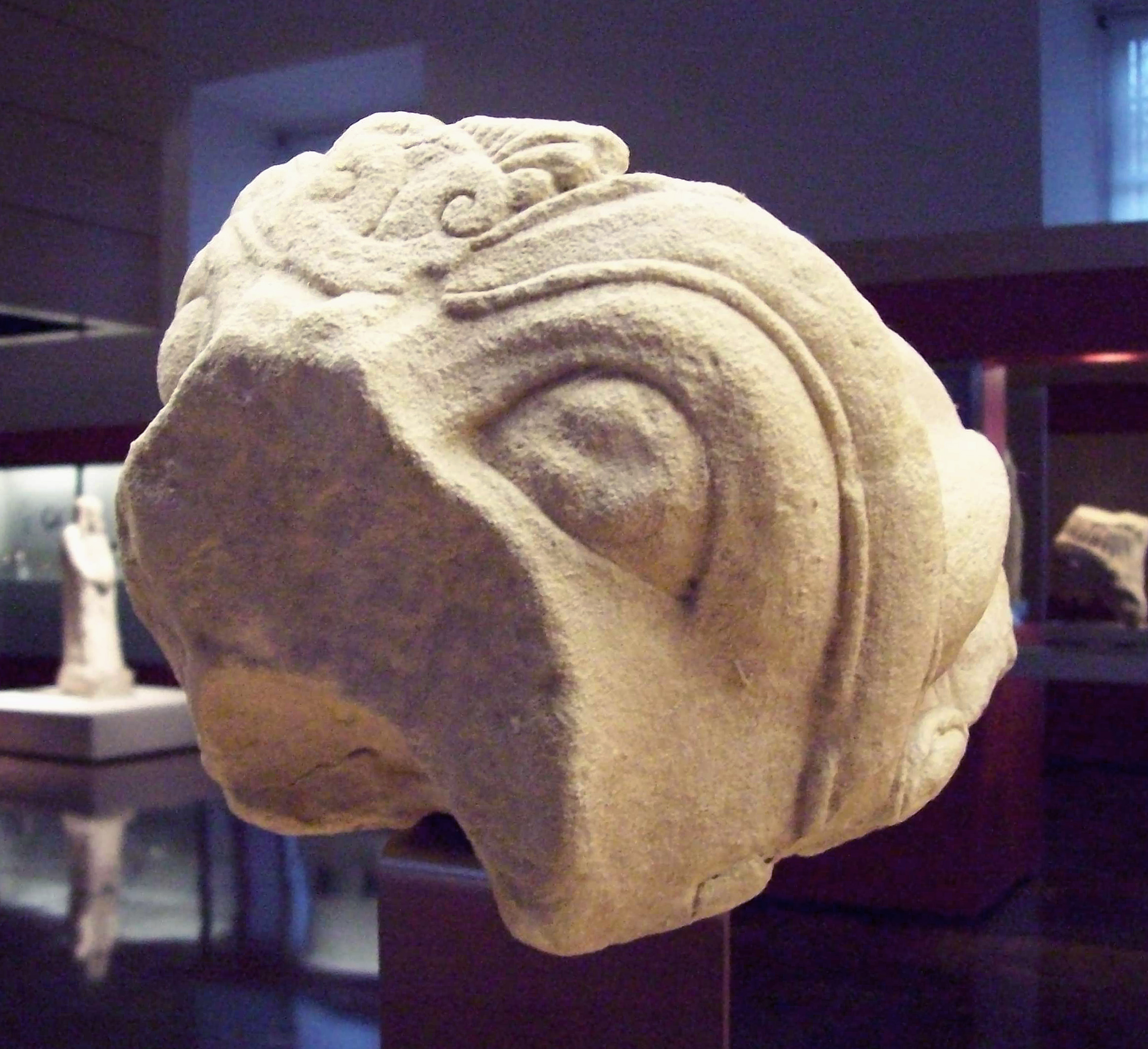
Grifo de Redován (M.A.N., Madrid).

Si bien el topónimo de origen árabe cuya etimología más verosímil es la que hace referencia a un militar musulmán de nombre Reduan o Ridwan.
En su término, se han realizado numerosas excavaciones arqueológicas en las que durante la última decena del siglo XIX, se halló un yacimiento ibérico, que atribuyó cerámicas de importación grecolatina y figuras en color rojo y de barniz negro, cerámica ibérica y una serie de esculturas ibéricas que fueron depositadas en el Museo del Louvre de París. Entre estas piezas destaca el Grifo de Redován, exponente de la escultura ibérica. La obra representa un “grifo” o animal fantástico, con ojos saltones, fauces abiertas en forma de pico, grandes cejas unidas, simulando una palmeta protohelénica, chipriota o fenicia, y en la cerviz, cresta denticulada, flanqueada por sendos cuernos caprinos. Esta pieza, junto con una cabeza humana retornó a España en 1941, pasando al madrileño Museo Arqueológico Nacional. En el Louvre de París todavía se conservan un fragmento de cabeza vacuna y un dorso de mujer desnuda.

### Edad Antigua: primeras civilizaciones
En esta zona, durante la denominada Cultura de El Argar se producirán algunas incursiones celtas que se mezclarían con la población íbera autóctona dando lugar a la generación de la raza contestana.
Sobre el siglo VI a. C., penetran en la comarca comerciantes griegos y fenicios que dejarán sin duda su impronta en las manifestaciones artísticas que se han encontrado en los yacimientos arqueológicos.
Pero sobre el año 223 a. C., los Cartagineses modificaron sustancialmente las costumbre del lugar y poco después los romanos colonizaron la zona imponiendo su lengua latina, su religión y su cultura hasta la propia Caída del Imperio y las posteriores invasiones germánicas.
Más tarde fueron llegando los Bizantinos durante la época del Emperador Justiniano, que fueron acogidos con mayor acogida que los visigodos, por la población autóctona, ya que encontraban mayores similitudes culturales.

### Edad Media: primeros trazados urbanos
Pero de nuevo los visigodos vuelven a reconquistar la zona dejando una gran impronta, ya que en la vecina población de Orcelis (actual Orihuela), se establecería Auriola como capital de una de las 8 provincias visigodas que conformaría el Reino de Hispania.
Durante el año 713 avanza la invasión musulmana. Aunque esta zona siguió manteniendo su independencia política y administrativa mediante el famoso Pacto de Teodomiro, conformándose en el Reino de Tudmir con sede en Orihuela.
En el 825, tras la muerte del Rey Teodomiro, se pasa a depender el Emirato Omeya de Córdoba trasladando la capital a Murcia, hasta la época califal. Pasando en 1037 al Emirato de Valencia. Desde el año 1053 hasta 1212 esta fue una tierra de frontera, cambiado de manos valencianas a murcianas y viceversa.
El infante Alfonso, que más tarde se convertiría en el futuro rey Alfonso X el Sabio conquistó estas tierras a favor de la Corona de Castilla a mediados del siglo XIII con pobladores castellanos. De hecho ya se citan este lugar en las crónicas del siglo XIII y en el Llibre de Repartiments, quedando constancia de que, lo que hoy en día conforma el término de Redován, ya se encontraba habitado por cristianos castellanos en 1242 bajo el dominio feudal de la familia Mirón.
Posteriormente, Jaime II de Aragón conquistó estos dominios, en el 1296 pasándola al Reino de Valencia, perteneciente a la Corona de Aragón.
Tras la Sentencia Arbitral de Torrellas (1304) queda definida definitivamente dentro del Reino de Valencia, aunque con un estatus jurídico particular, siendo la vecina población de Orihuela la capital de la Gobernación de Orihuela y con derecho a voto en las Cortes del Reino de Valencia.

### La leyenda de Ridwan
Si bien, un siglo más tarde aparece una leyenda, según la cual el origen de la actual concepción urbana de Redován se debería a un tal Abu-I-Nu'Aym Ridwan, de quien procede su etimológica denominación. El cual, como general militar, visir y chambelán de los Reyes de Granada Mohamed IV, Yusuf I y Mohamed V, realizó varias sangrientas incursiones en la Vega del Segura y el Bajo Vinalopó, atacando entre otros, el Castillo de Guardamar del Segura en el año 1331 con el fin de asediarlo y capturar esclavos, así como asaltando otros muchos lugares de la huerta del Segura. Para lo cual dispuso la sierra de Redován como lugar de refugio en dónde esconder las riquezas y tesoros que iba saqueando a su paso. Desde entonces a este lugar se denominó " de los Reduanes" o "Hijos de Ridwan". Siendo conocido como un peligroso lugar en donde se escondían temerosos bandoleros a las órdenes del dicho Ridwan.
Poco a poco, el lugar se fue configurando con algún caserío campestre para el disfrute de recreo y ocio de la nobleza de la ciudad de orihuela, sobre todo por la cacería fáustica que albergaba la sierra. Más tarde se fueron construyendo diversas casas que conformaron una pequeña alquería de labradores. Considerando la efectiva fundación del pueblo como tal, a partir del año 1396, con la construcción en el lugar de Redován de un templo religioso cristiano bajo la advocación de San Miguel Arcángel, sobre los restos de lo que supuestamente anteriormente venía siendo una mezquita musulmana.

### Señorío de Jurisdicción Alfonsina y los Caballeros de Santangel
A fecha de 7 de junio de 1401, se sabe que era señor de Redován Don Bernar Tapiols, tras contraer matrimonio con una descendiente de los Mirón.
En 1488 D. Joan Mirón reclama ostentar el derecho de venta de la “[…] aldea e heretat de Redovà e del terme de aquell […]. Por lo que en 1490, la familia Mirón vendió esta alquería junto a los nuevos regadíos denominados cómo "La heretat d'Ortanova" (tierras que quedaban entre Benferri y el actual barrio de San Carlos) a D. Jaime Santángel, caballero de la Reconquista del Reino de Valencia, el cual invirtió grandes cantidades de dinero en el actual término de Redován, en dónde estableció una de sus residencias familiares cómo finca de esparcimiento para sus ratos libres.
Un año más tarde, en 1491 Jaime de Santángel es nombrado por Fernando el Católico alcalde general de Orihuela. Gracias a que el dicho Jaime había sido junto a su hermano Luis de Santángel, los prestatarios reales que sufragasen los viajes de Cristóbal Colón para el descubrimiento de América. Al ostentar dicho cargo de la Bailía General sobre el Consejo de Orihuela, le sirvió para que obtuviese favores reales que posibilitasen poblar la alquería de Redován con nuevos pobladores haciéndolos francos de sisa y muro por 20 años. Ello supuso un incremento importante de población, y configuraría el entramado del caso urbano más antiguo que hoy se conoce. Ya que hasta el momento eran tan solo un conjunto de villas campestre dispersas. Y así de esta manera, el municipio pasó de ser una simple aldea de labradores a convertirse en Señorío con Jurisdicción Alfonsina.
Algo que se constata en un Real Decreto de 15 de mayo de 1501 de los Reyes Católicos en el que ya se venía confirmando el señorío de Redován totalmente segregado e independizado de la municipalidad e intendencia de la ciudad de Orihuela.
En 1498 Jaime de Santangel se apropió de los Hondones (Actuales Hondón de los Frailes y Hondón de las Nieves) que por aquella época conformaban tierras de pastos de aprovechamiento comunal, incorporando dichos Hondones cómo anexos al Señorío de Redován.
Sobre 1522, la familia Santangel también se apropió de las tierras de "Hortanova" incorporándolas al señorío de Redován, ampliando de este modo el término.
Entre 1565 y 1572 creció la población considerablemente debido al auge económico de sus tierras y de la inmigración de moriscos procedentes de Granada y que habían sido dispersos tras varias rebeliones en aquellas tierras.
Aunque si bien, durante el siglo XIV la propiedad del señorío de Redován quedará sin heredero al fallecer el último de los Santángel sin descendencia. Así que en 1579, el Rey Felipe II se apropia del Señorío de Redován cómo bien en depósito para los acreedores de unas supuestas deudas del fallecido Santangel. Por lo que parece ser que dicho señorío pasó a ser regido por el duque de Maqueda. En estos años varias epidemias de peste diezmarán la población y propiciarán la emigración hacia Orihuela, más segura ante los ataques de los bandidos que aprovechaban la debilidad de los municipios pequeños.
Si bien el mayor descenso poblacional se produciría con la Expulsión de los Moriscos entre los días 22 y 24 de octubre de 1609, en los que alrededor de unas 90 familias de Redován (aproximadamente unas 400 personas), que era de origen morisco tuvieron que marchar desde el Puerto de Alicante con destino a Oran a través de galeras sicilianas y portuguesas.

### La Carta Puebla y los Dominicos
El 16 de octubre de 1614 Jerónimo de Rocamora otorga a este lugar la Carta Puebla con la intención de ejercer los derechos de propiedad del municipio y comprarlo. Aunque efectivamente no lo conseguiría, ya que el 12 de enero de 1616 el Ilustre Colegio de la Orden de Predicadores de Orihuela se retrajo en sus derechos de compra, tras haberlo adquirido por la cantidad de 12.000 libras un año antes (el 2 de mayo de 1615) por los dominicos que regían la Universidad Orihuela fundada por el Cardenal Loaces un siglo antes.
Esta compra intentará incentivar el acercamiento de nuevos pobladores, si bien en el año 1646, todavía no se había recuperado poblacionalmente de la expulsión morisca, ya que según consta tan solo había unas 7 casas de vecinos de derecho.
Entre 1648 y 1678, se produjeron, algunas otras epidemias que agravaron más la situación demográfica, retomándose de nuevo su recuperación a principios del siglo XVIII.
A partir de 1698, Redován cobra cierta importancia municipal al convertirse en el centro administrativo desde donde se gobernaban un nuevo núcleo de población pedánea en las antiguas tierras denominadas "Hondones o El Fondó" que los Santangel incorporaron anexas al señorío de Redován, situadas más arriba de la montaña de Albatera, en lo que pasaría a ser el pueblo de Hondón de los Frailes y que poblaron con campesinos de Novelda. Curiosamente la población de Hondón de los Frailes tomará de Redován a la Virgen de la Salud cómo la misma patrona de su iglesia.
En 1794, según Antonio José de Cavanilles, eran ya 124 vecinos (por lo que debieron ser unos 600 habitantes, sin contar los censados en la pedanía de Hondón de los Frailes).

### Edad Contemporánea: primer Ayuntamiento Constitucional
En el siglo XIX, Redován contaba con 160 casas, incluido el Palacio del Ilustre colegio de Predicadores (actual sede del Ayuntamiento) y su industria contaba con cinco molinos de aceite y algunos telares.
En 1810 con motivo de la nueva organización de las prefecturas impuesta por la ocupación napoleónica de José I, pasó a depender del Departamento del Río Segura, con capital en Murcia, volviendo a incluirse en la provincia de Alicante, una vez acabó la ocupación francesa. En 1822 paso a depender de la provincia de Murcia, retornando definitivamente en 1833 a la provincia de Alicante.
En virtud de las Desamortizaciones promovidas por el Trienio liberal (1820–1823), con el Real Decreto de 19 de febrero de 1836 se despojan a los Domincos de la propiedad de Redován. Con lo cual se crea el primer Ayuntamiento constitucional, con sede en la Casa del Reloj y se reparte la propiedad de todas las tierras del señorío en pequeñas parcelas entre los labradores que habitaban el pueblo.
Sobre el año 1827 todavía rondaba los 200 vecinos (lo que suponía unos 800 habitantes). Pero en 1834 se produjo una virulenta epidemia de Cólera-Morbo Asiático en la que fallecería numerosa población ya que en 1846 habría descendido notablemente la población, llegando a ser unos 504 habitantes, según el censo de la época. Desde entonces el crecimiento poblacional se ha ido incrementando hasta hoy en día.
En 1840, Redován concede la segregación a la población de Hondón de los Frailes, que hasta entonces venía siendo pedanía dependiente de Redován, para que pasase a formar parte de la localidad de Hondón de las Nieves creada en 1839.
Según el Diccionario de Pascual Madoz: hacia 1845 Redován contaba con 160 casas “incluyendo la del ayuntamiento y cárcel; la casa palacio que perteneció al Colegio de Predicadores de Orihuela, antiguo señorío del pueblo, con su almazara contigua de 2 rulones; escuela de niños concurrida por 25 y dotada con 4.500 reales; otra de niñas con 30 de asistencia y 750 reales de dotación; iglesia parroquial (San Miguel Arcángel) de entrada servida por un cura de provisión real o del ordinario, según el mes de la vacante”, todo ello para 119 vecinos y 504 almas.
Los dominios que hasta ahora habían sido propiedad de la Orden de Predicadores en lo que quedaba de Redován serán compradas el 26 de octubre de 1844 por los madrileños D. Juan Murcia y su hijo Antonio y en 1845 por algunos otros compradores por un valor total de 1.134.572 reales, según se detalla en el Fondo de Contaduría de Hipotecas que aparecen en el registro de la propiedad de Orihuela.
A finales del siglo XIX, Redován mantuvo una fuerte negativa al paso de la vía ferroviaria por su término municipal debido a que no se le aseguró una parada de estación. Pero finalmente no logró su propósito.
En 1900 el censo oficial hablaba ya de 1.591 habitantes.

### SigloXX
En el último siglo ha aumentado considerablemente su población llegando a rondar los 8.000 habitantes debido al bum demográfico y la procedencia de nuevas familias originarias de pueblos vecinos que han elegido Redován para vivir debido a sus condiciones socioeconómicas.
Así mismo cabe señalar la gran evolución urbanística que ha expandido el núcleo poblacional. En 1991 tenía 1970 viviendas y en 2002 llegarán a ser un total de 2812 viviendas.

## Geografía humana

### Demografía
Cuenta con una población de 8285 habitantes (INE 2024).
| Gráfica de evolución demográfica de Redován entre 1842 y 2021                                                         |
| |
| Población de derecho según los censos de población del INE. Población de hecho según los censos de población del INE. |

La población se mantiene en ritmo creciente y se concentra principalmente en su núcleo urbano y algunas partidas rurales tales como San Carlos y el Rincón de Redován.
| Evolución demográfica de Redován | Evolución demográfica de Redován | Evolución demográfica de Redován | Evolución demográfica de Redován | Evolución demográfica de Redován | Evolución demográfica de Redován | Evolución demográfica de Redován | Evolución demográfica de Redován | Evolución demográfica de Redován | Evolución demográfica de Redován | Evolución demográfica de Redován | Evolución demográfica de Redován | Evolución demográfica de Redován | Evolución demográfica de Redován | Evolución demográfica de Redován | Evolución demográfica de Redován | Evolución demográfica de Redován | Evolución demográfica de Redován | Evolución demográfica de Redován | Evolución demográfica de Redován | Evolución demográfica de Redován | Evolución demográfica de Redován | Evolución demográfica de Redován | Evolución demográfica de Redován | Evolución demográfica de Redován |
|                                  | 1846                             | 1849                             | 1857                             | 1887                             | 1900                             | 1910                             | 1920                             | 1930                             | 1940                             | 1950                             | 1960                             | 1970                             | 1981                             | 1991                             | 2000                             | 2005                             | 2006                             | 2007                             | 2009                             | 2010                             | 2011                             | 2012                             | 2013                             | 2014                             |
| -------------------------------- | -------------------------------- | -------------------------------- | -------------------------------- | -------------------------------- | -------------------------------- | -------------------------------- | -------------------------------- | -------------------------------- | -------------------------------- | -------------------------------- | -------------------------------- | -------------------------------- | -------------------------------- | -------------------------------- | -------------------------------- | -------------------------------- | -------------------------------- | -------------------------------- | -------------------------------- | -------------------------------- | -------------------------------- | -------------------------------- | -------------------------------- | -------------------------------- |
| Población                        | 504                              | 789                              | 1159                             | 1493                             | 1591                             | 1904                             | 2530                             | 2869                             | 3202                             | 3600                             | 3895                             | 3542                             | 4391                             | 4955                             | 5450                             | 6645                             | 6825                             | 6982                             | 7335                             | 7467                             | 7522                             | 7554                             | 7672                             | 8064                             |

### Comunicaciones
- Por carretera: Perfectamente intercomunicado, desde la Autovía del Mediterráneo A-7 con acceso desde la salida 541; hacia la Carretera Nacional N-340. También se puede llegar desde las carreteras autonómicas CV900 desde Orihuela o Callosa de Segura y por la CV919 desde Almoradí

| Identificador | Itinerario               | Desde |
| ------------- | ------------------------ | --- |
| A-7 E-07      | Autovía del Mediterráneo | Algeciras, Málaga, Albuñol, Almería, Murcia, Orihuela, Salida 541 Redován, Granja de Rocamora-Cox, Elche, Alicante, Valencia, Castellón de la Plana, Tarragona, Barcelona |
| N-340         | Barrio San Carlos        | Cádiz – Algeciras – Málaga – Motril – Almería – Murcia – Orihuela– Elche – Alicante – San Juan de Alicante – Valencia – Castellón de la Plana – Tarragona – Barcelona     |
| CV-900        | Avda. de Orihuela        | Desde Orihuela y Callosa de Segura |
| CV-919        | Avda. de Almoradí        | Redován- La Campaneta |

- Por bus: La Línea Regular de Autobuses de la compañía ALSA entre Alicante y Murcia y el servicio Metropolitano comarcal entre Albatera-Orihuela, tienen punto de parada en Redován.
- Por ferrocarril: La estación ferroviaria más próxima es la de Callosa de Segura que se encuentra a tan solo 2 kilómetros de distancia y tiene conexión en corta distancia con la Línea de Alicante a Murcia, en media Distancia con la Línea Cartagena- Barcelona e incluso con conexiones a nivel internacional de Talgo que llevan hasta ciudades del sur de Francia con final en Marsella. Además también se cuenta con tren-lanzadera para tomar el AVE hasta Madrid.
- Por el aire. El Aeropuerto de Alicante-Elche se encuentra a tan solo 25 minutos de distancia y el Aeropuerto de Murcia-San Javier a unos 50 minutos
- Por mar: Las áreas portuarias de pasajeros y mercancías más próximas son las del Puerto de Alicante y el Puerto de Cartagena.

### Economía
Desde la Edad Media, se desarrolló un importante sector agrícola basado en productos de la huerta y el campo. 
Además tuvo cierta relevancia la producción de seda, la cual reportó pingües beneficios a sus habitantes. 
Posteriormente y durante siglos Redován se conoció cómo "La mapa" del cultivo del Algodón. Pero esta actividad decayó a finales del siglo XX.
También el sector del cultivo y manufactura del cáñamo y su conversión en producto base para la elaboración de fibras textiles, calzado, redes de pesca y cuerdas de barco, tuvieron su importancia llegando incluso a ser el oficio principal durante los siglos XIX y mediados del XX.
El resto del sector agrícola se dedica a la producción de frutas y hortalizas, de entre las que destacan los cítricos y las alcachofas.
En cuanto a la industria ha destacado durante años la fabricación de textil de Bordado de Hogar.
Últimamente el principal sector económico ha sido la construcción. Si bien debido a la denominada crisis de la "burbuja inmobiliaria", esta actividad ha caído en picado.
Sin embargo Redován cuenta con un importante sector comercial y de servicios de entre los que destacan la elaboración artesanal de productos de panificadora y confitados, así como de embutidos y productos cárnicos. Además dispone de una extensa y variada carta de restaurantes, bares y cafeterías con muy buena aceptación entre las poblaciones de alrededor. También cuenta con una de las macrosalas de fiestas más grades de toda Europa.
Dispone de un importante polígono industrial situado en la partida rural de San Carlos, junto a la carretera nacional N-340. De entre las empresas que destacan se encuentran las de automoción y mecánica industrial, 2 metalisterias, hilaturas fabriles, una fábrica de lámparas de cristal de Bohemia y una distribuidora de material eléctrico.
En la localidad se encuentran establecidas cuatro entidades bancarias.

## Política
El primer alcalde democrático fue D. Antonio Cutillas Albertus, el cual falleció antes de culminar la legislatura. Por lo que tuvo que sustituirle su compañero de partido UCD D. José Ferrando Trigueros. En 1983 accede a la alcaldía D. Antonio Marcos Hernández del PSOE, quien gobernaría en coalición con el Partido Comunista.
Desde 1987 hasta 2007, fueron 20 años de mayorías absolutas del Partido Popular siendo alcalde D. Ricardo Ruiz Poveda.
En 2007 El PP vuelve a ser el partido más votado pero no logra la mayoría absoluta. Por lo cual PSOE e Izquierda Unida (España) aprovecharon para realizar un pacto de gobierno proclamando alcaldesa a la socialista Dña. Leticia Bas Lorenzo. Sin embargo varios escándalos de corrupción y despilfarro del bipartito socialista y de Izquierda Unida, dieron un resultado de retorno a la alcaldía al PP en las siguientes elecciones de 2011, con D. Emilio Fernández Escudero del Partido Popular tras haber sido vencedor (siendo el alcalde más votado en la historia del municipio) con holgada mayoría absoluta durante dos legislaturas consecutivas. En 2019 le sucede Dña. Nely Ruiz Peral como nueva alcaldesa del Partido Popular
| Periodo   | Nombre                                            | Partido   |
| --------- | ------------------------------------------------- | --------- |
| 1979-1983 | Antonio Cutillas Albertus José Ferrando Trigueros | UCD       |
| 1983-1987 | Antonio Marcos Hernández                          | PSPV-PSOE |
| 1987-1991 | Ricardo Ruiz Poveda                               | PP        |
| 1991-1995 | Ricardo Ruiz Poveda                               | PP        |
| 1995-1999 | Ricardo Ruiz Poveda                               | PP        |
| 1999-2003 | Ricardo Ruiz Poveda                               | PP        |
| 2003-2007 | Ricardo Ruiz Poveda                               | PP        |
| 2007-2011 | Leticia Bas Lorenzo                               | PSPV-PSOE |
| 2011-2015 | Emilio Fernández Escudero                         | PP        |
| 2015-2019 | Emilio Fernández Escudero                         | PP        |
| 2019-2023 | Nely Ruiz Peral                                   | PP        |
| 2023-act. | Nely Ruiz Peral                                   | PP        |

| RESULTADOS DE LAS ÚLTIMAS ELECCIONES en Redován |                  |                                    |                                    |                                   |                                 |
| Partido político                                | nº de Concejales | nº de Votos municipales 28/05/2023 | nº de Votos autonómicos 28/05/2023 | nº de Votos nacionales 23/06/2023 | nº de Votos europeas 09/06/2024 |
| Partido Popular (PP)                            | 8                | 2416                               | 2069                               | 1677                              | 1252                            |
| Partit Socialista del País Valencià (PSPV-PSOE) | 4                | 1124                               | 1193                               | 1280                              | 848                             |
| Podemos                                         | 0                | 197                                | 102                                | 309                               | 35                              |
| Vox                                             | 1                | 294                                | 456                                | 862                               | 360                             |

| Resultados Elecciones Municipales desde 1.979 Votos (Concejales) |          |           |          |          |           |         |            |         |                |
| Año                                                              | PP       | PSPV-PSOE | PCE/EUPV | UCD/CDS  | Compromís | Podemos | Ciudadanos | Vox     | Independientes |
| 1.979                                                            | -        | 633 (3)   | 314 (1)  | 1240 (5) | -         | -       | -          | -       | -              |
| 1.983                                                            | 756 (4)  | 1105 (5)  | 367 (1)  | 296 (1)  | -         | -       | -          | -       | -              |
| 1.987                                                            | 636 (3)  | 1257 (5)  | 360 (1)  | 262 (1)  | -         | -       | -          | -       | 260 (1)        |
| 1.991                                                            | 1361 (5) | 1258 (5)  | 378 (1)  | 113 (0)  | -         | -       | -          | -       | -              |
| 1.995                                                            | 1720 (7) | 1220 (5)  | 376 (1)  | -        | -         | -       | -          | -       | -              |
| 1999                                                             | 1847 (7) | 1379 (5)  | 233 (1)  | -        | -         | -       | -          | -       | 123 (0)        |
| 2003                                                             | 1858 (7) | 1563 (5)  | 276 (1)  | -        | -         | -       | -          | -       | -              |
| 2007                                                             | 1905(6)  | 1729(6)   | 379 (1)  | -        | -         | -       | -          | -       | -              |
| 2.011                                                            | 2629 (9) | 1248 (4)  | 59 (0)   | -        | 163 (0)   | -       | -          | -       | -              |
| 2.015                                                            | 1844 (7) | 896 (3)   | -        | -        | -         | 627 (2) | -          | -       | 334 (1)        |
| 2019                                                             | 1959 (7) | 1078 (4)  | -        | -        | -         | 468 (1) | 340 (1)    | -       | -              |
| 2023                                                             | 2416 (8) | 1124 (4)  | -        | -        | -         | 197 (0) | -          | 294 (1) | -              |

## Servicios públicos
Además de los Servicios públicos prestados por el Ayuntamiento de Redován también dispone de:
- La sede oficial de la mancomunidad de servicios sociales La Vega, que comparte con los municipios vecinos de Algorfa, Jacarilla y San Miguel de Salinas
- Juzgado de Paz
- Oficina SUMA Gestión Tributaria
- Oficina AMICS de atención al extranjero
- Consultorio médico municipal de Redován
- Consultorio médico partida Rural San Carlos
- Oficina de Correos y telégrafos
- Residencia Hogar de la 3.ª edad "Virgen de la Salud"
- Centro de discapacitados Videsalud
- Centro Aulas Culturales Barrio de San Carlos
- Botiquín farmacéutico en la Partida Rural de San Carlos

### Educación
- Escuela municipal infantil Pasitos (educación de 0 a 3 años)
- Escuela infantil San Carlos (educación de 0 a 3 años)
- El colegio público comarcal Sagrados Corazones, donde se imparte educación primaria
- Instituto de educación secundaria Jaime de Sant Angel, donde se imparte la ESO y el ciclo de Bachillerato.
- Escuela de Música de la Unión Musical de Redován. Centro reconocido por la Consejería de Educación y donde se imparten distintas disciplinas instrumentales de grado elemental y medio de música.
- Biblioteca municipal situada en el centro cívico Ricardo Ruiz Poveda
- Taller de empleo Redován, en donde la Consellería de empleo organiza anualmente distintos curso sobre gestión empresarial, informática, idiomas, así como los certificados de Auxiliar de Geriatría y el de Animación Sociocultural.

## Monumentos

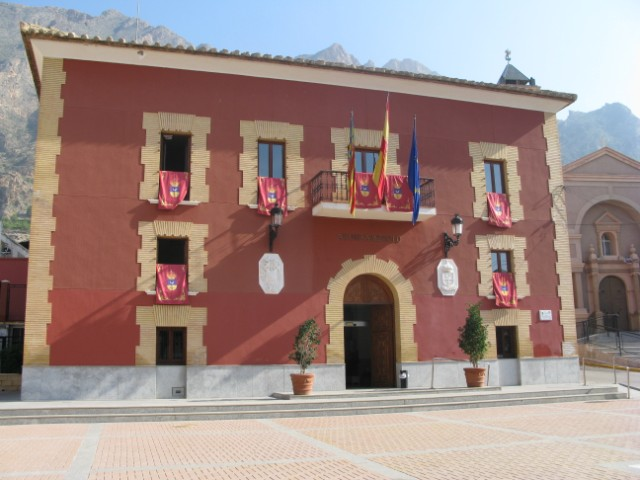
Palacio de la Orden de Predicadores (Actual casa consistorial)

- Palacio de la Orden de Predicadores: Se trata del edificio que actualmente ocupa el Excmo. Ayuntamiento y que en sus orígenes fue un Palacio-Residencia que tuvieron los Padres Dominicos del colegio de la Universidad de Orihuela y que ostentaron el dominio feudal sobre el señorío de Redován desde 1616 hasta el siglo XIX. Al parecer, la conclusión final del edificio data de 1726, Durante el ejercicio del cura párroco Esteban Ferrer y Galindo, siendo Rector el Reverendísimo Padre Fray Domingo Fenoll. En su origen estaba dotado de varias salas, alcobas y cuartos de estudio, comedor, cocina, despensas, hermosas vistas y varios balcones de hierro; sus salas estaban adornadas con más de cuarenta retratos de santos, pontífices y escritores de la Orden. En el año 1782 se añadieron cortinas, mesas y varios mapas del Maestro y Rector Fray Antonio Gálvez. A un lado estaba la almazara donde se fabricó el aceite de todos los labradores de término de Redován. Enfrente se encontraba la real cárcel (Manuscrito del Magíster Montesinos. Siglo XVIII). Los más ancianos del lugar recuerdan que contaba con una torre-campanario que ha desaparecido. Durante el segundo semestre de 1968, comienzan las obras de acondicionamiento del "Palacio" para nueva casa consistorial y otros servicios públicos, conservándose la estructura y el aspecto palacial, pero sufriendo interior y exteriormente reformas sustanciales. En el año 2000, se remodela el edificio para modernizar su interior, ya que alberga las dependencias del actual Ayuntamiento. En 2006 se realiza una ampliación con una nueva sala de plenos y despachos.

- Antigua casa consistorial (Casa del Reloj). Con una torre-reloj que data de finales del siglo XIX, artesanal y de gran valor artístico, con un impresionante mecanismo y un campanario soberbio, es uno de los monumentos más importantes y emblemáticos que conserva el municipio. El reloj está en funcionamiento y tiene dos esferas con campanario. Situado en la plaza del Ayuntamiento. Fue la sede del Primer Ayuntamiento Constitucional. En 1998, el Excelentísimo Ayuntamiento de Redován, consciente de la importancia histórica de este inmueble, ejecutó una amplia reforma conservando el aspecto tradicional del mismo. Tiene un amplio salón de actos en la primera planta y un balcón clásico que guarda consonancia con el estilo del edificio. A finales del siglo XX fue un consultorio médico. Actualmente alberga las dependencias de la policía local y es la sede central de la Mancomunidad "La Vega" que aglutina a los municipios de Redován, San Miguel de Salinas, Algorfa y Jacarilla

- Iglesia parroquial de San Miguel Arcángel. Templo parroquial del siglo XIV, justamente en el (1396) año de la fundación del pueblo. De estilo románico en su origen. En 1462 fue traída la imagen de Ntra Sra. de la Salud (Patrona de Redován) donada por Matilde-Jerónima de Santángel, cuya familia poseyó por algunos años el Señorío de este lugar; desde entonces se la venera y se celebra su fiesta el día 8 de septiembre en la localidad. De esta imagen, hoy solo se conserva original la parte del niño y la mano de la virgen, ya que el resto fue calcinado durante la Guerra Civil. La nueva imagen es obra del escultor Sánchez Lozano, de la escuela de Salzillo de Murcia. En 1699, se demolió la antigua obra del templo parroquial y en 1701 se construyó la actual obra, que fue bendecida por Juan Cortés de Marquina, Canónigo de la Catedral de Orihuela, el 24 de diciembre del mismo año. El templo fue elevado a parroquia con la misma advocación que tenía, de San Miguel, el 8 de mayo de 1602. Como se ve la devoción a San Miguel data desde los albores de la actual población. En 1792 se hizo el Crucero, la Capilla Mayor dedicada al Arcángel San Miguel y la Capilla dedicada Nuestra Señora de la Salud.Refugio de montaña, situado en la cumbre de la Sierra

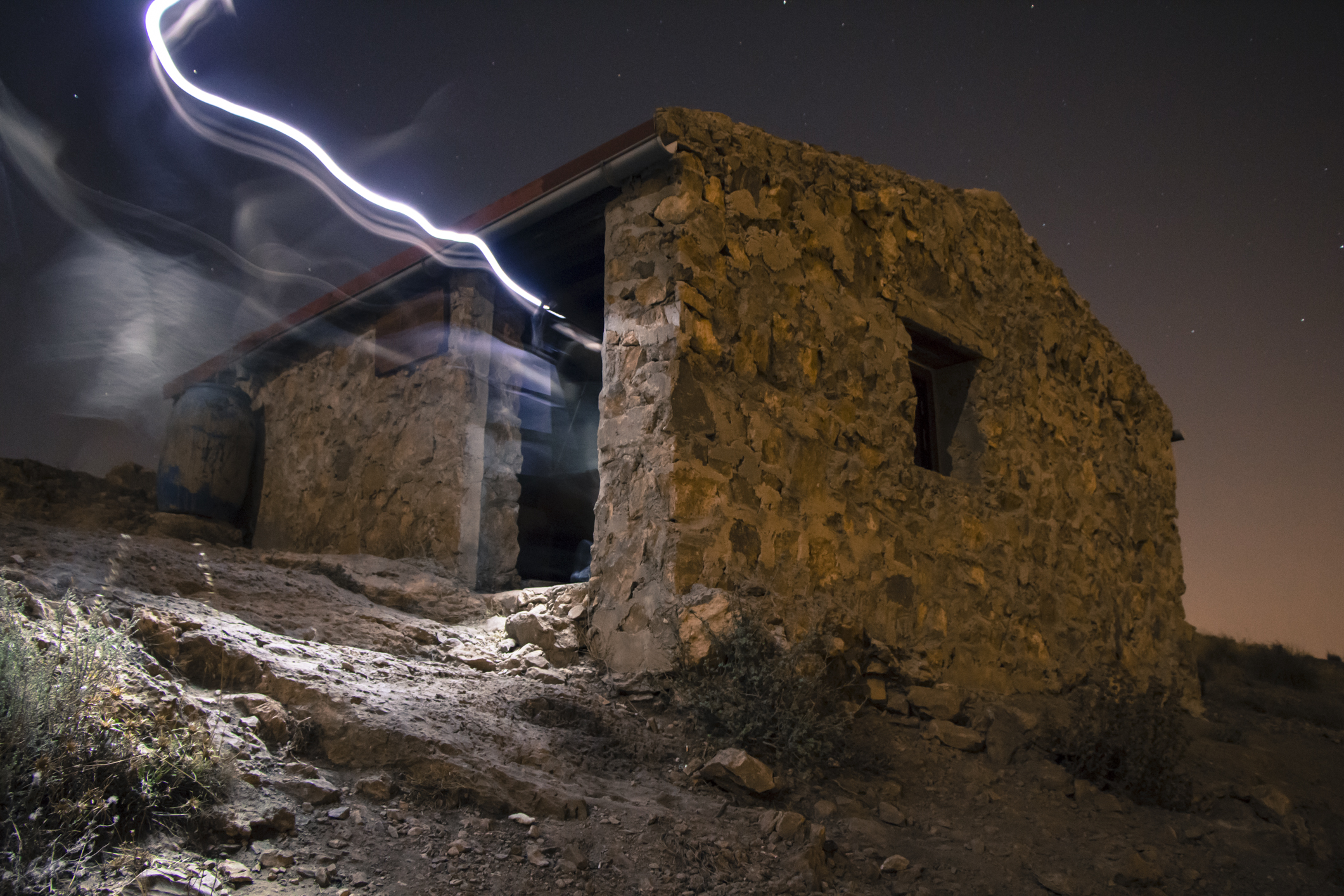
Refugio de montaña, situado en la cumbre de la Sierra

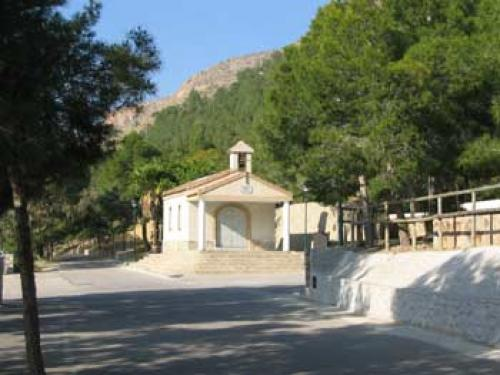
Paraje de la ermita de la Salud

- Antiguo Refugio de Pastores (mediados del siglo XVIII). Se trata de un pequeño refugio de pastores situado en la cota más alta de la montaña y que comparte con los vecinos municipios de Callosa de Segura y Cox ya que se encuentra en el vértice orográfico que delimita sus términos. Al cual solo se puede ascender por los senderos de montaña debidamente señalizados.

- Ermita de Nuestra Señora la Virgen de la Salud (siglo XX). Con una pequeña talla de la Virgen de la Salud y San Cristóbal.
- Ermita de San Carlos (siglo XX). Con Una pequeña Talla de San Carlos Borromeo y la Virgen de los Dolores.
- Ermita de la Santísima Cruz del Rincón (siglo XX).
- Museo de la Semana Santa, en el que se exponen tallas escultóricas y de orfebrería pertenecientes a las manifestaciones procesionales de las distintas cofradías locales. Entre los pasos procesionales cabe destacar algunas tallas realizadas por los escultores José Sánchez Lozano y Joaquín Mayáns.

Otros edificios de interés son la Casa de la Música y dos centros socioculturales. En donde la gran tradición musical de sus distintas agrupaciones se ponen de manifiesto en las numerosas actividades anuales tales como conciertos y certámenes.
En la sierra de Redován se encuentran numerosas cuevas que han sido habitadas por diferentes civilizaciones y culturas antiguas y de las que se cuentan numerosas leyendas en el municipio.

## Fiestas y tradiciones
Las Fiestas Grandes se celebran durante todo el mes de septiembre en honor a sus patrones; Nuestra Señora de la Salud y San Miguel Arcángel. En las cuales hay que destacar sus procesiones, Carrera de Autos Locos, Fiesta Blanca, Romería a la Sierra, Corrida de "Vaquillas", Galas, Conciertos y actos culturales, retretas y desfiles de Moros y Cristianos, Gramaores, peñas, barracas y comparsas, etc.
Durante la Semana Santa se realizan numerosas procesiones por parte de las distintas cofradías.
También cabe señalar las fiestas de sus barrios: las de San Carlos en el mes de noviembre y los de las Cruz de mayo en los Barrios de la Cruz y del Rincón.
Como ancestral tradición Redován, todavía conserva desde el SXVI los autóctonos Cantos de Auroros, que se cantan en la madrugada de cada primer domingo de cada mes desde Pascua hasta Navidad, y todos los domingos de mayo y octubre, por las calles del municipio. De dichos cantos destacan "La dispierta", "Salve de Pascua", "La Confesión de la Virgen", "Los Misterios", "El Canto de la Pasión", Villancicos autóctonos, Coplas de "Aguilando" y "Trovos". Esta tradición se presenta en espera de su declaración de BIC (Bien de Interés Cultural) de carácter inmaterial por la Consellería de Cultura de la Generalidad Valenciana.
Se tiene constancia de que existió la Jota típica de Redován como danza tradicional. Si bien hoy en día ha desaparecido y no se tiene detalle de la misma.

## Artesanía
Cabe destacar, sobre todo, artículos hechos a base de la fibra del cáñamo, con el cual se realizan magníficas esparteñas, redes de pesca, cuerdas de barco, soga, entre otras.
Estas se dan cita anualmente, el primer domingo de septiembre, en que se celebra la exhibición y muestra de grama e hilado, en evocación de los trabajos tradicionales y artesanales de antaño en el municipio realizada por la asociación sociocultural festera Barraca La Gramaera.

## Lengua
Redován ha sido tradicionalmente un municipio monolingüe castellano, y se encuentra dentro de la zona de predominio lingüístico oficial castellano de la Comunidad Valenciana.
Sin embargo, durante la Alta Edad Media, en Redován también se hablaba el valenciano, como lo atestiguarían algunos vestigios lingüísticos actuales y la archivística documental de la época, hasta bien entrado el siglo XVIII. Hoy en día, en Hondón de los Frailes, antigua pedanía de Redován, todavía se sigue hablando el valenciano.
Sin embargo, tras la expulsión de los moriscos en (1609), una epidemia de peste negra que azotó a la zona, y las posteriores repoblaciones con gentes provenientes sobre todo de Murcia, Castilla-La Mancha y Granada, unido a la entrada en vigor de los Decretos de Nueva Planta, impuestos por el Cardenal Belluga en todas las tierras de la Corona de Aragón, por los que se prohibía el uso de cualquier lengua distinta a la española y se abolía el sistema legislativo y judicial del Reino de Valencia. Así pues, el valenciano fue tomando cada vez más interferencias del español hasta el punto de que acabó por desaparecer. Si bien hoy en día todavía quedan vestigios lingüísticos del Valenciano que se usan en Redován. Provocando la paulatina conversión al castellano con algunos caracteres muy singulares, tales como el particular seseo que se da en las comarcas de la Vega Baja, el Mar Menor y el Campo de Cartagena, tampoco se pronuncian las /s/ y /r/ al final de palabra como herencia del valenciano y el panocho murciano.
En la actualidad tiene lugar, como en el resto de España, una homogeneización lingüística que se acerca a valores más estándares.
También existe una pequeña colonia de residentes europeos de habla inglesa.

## Gastronomía

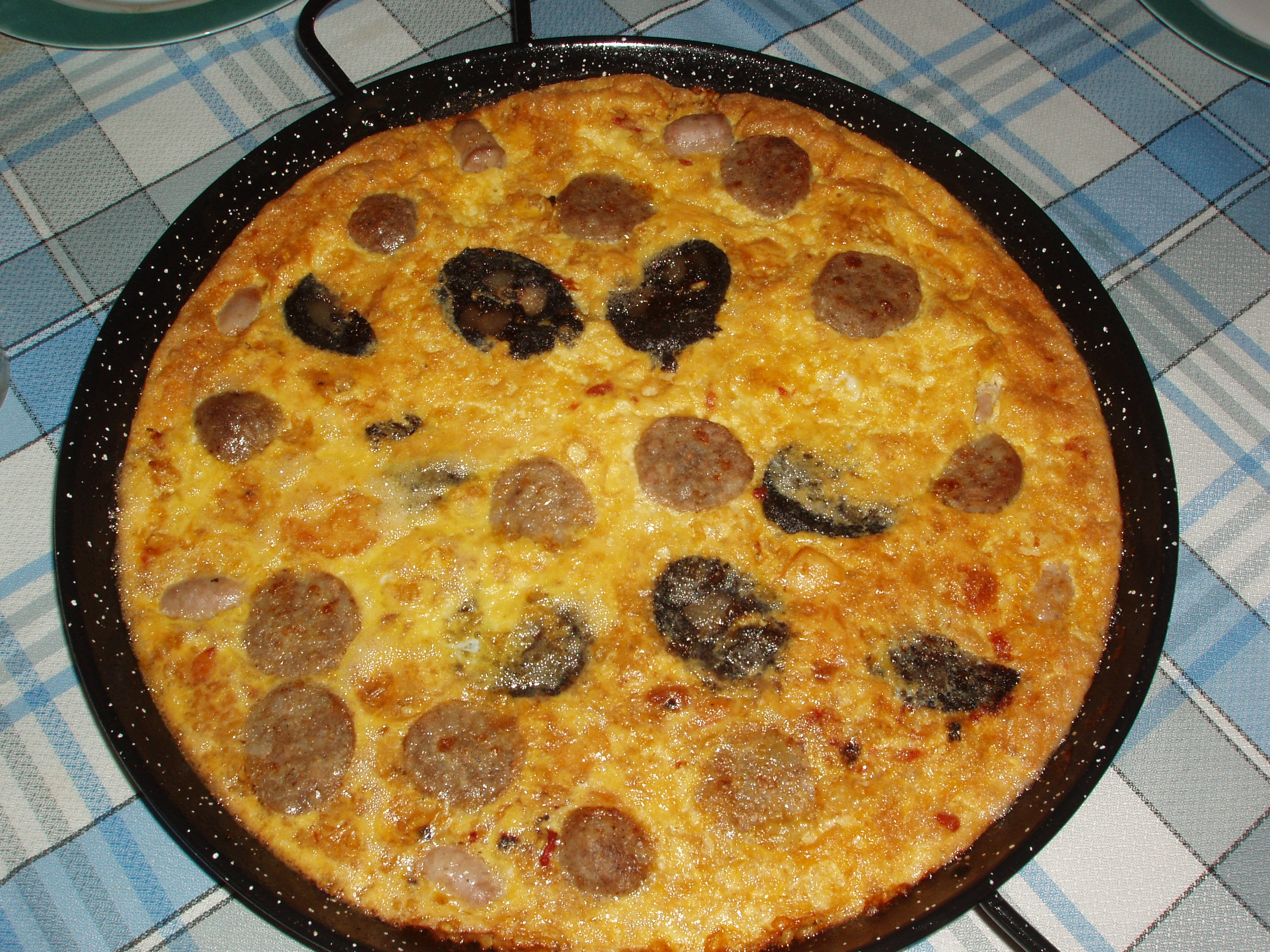
Arroz con costra

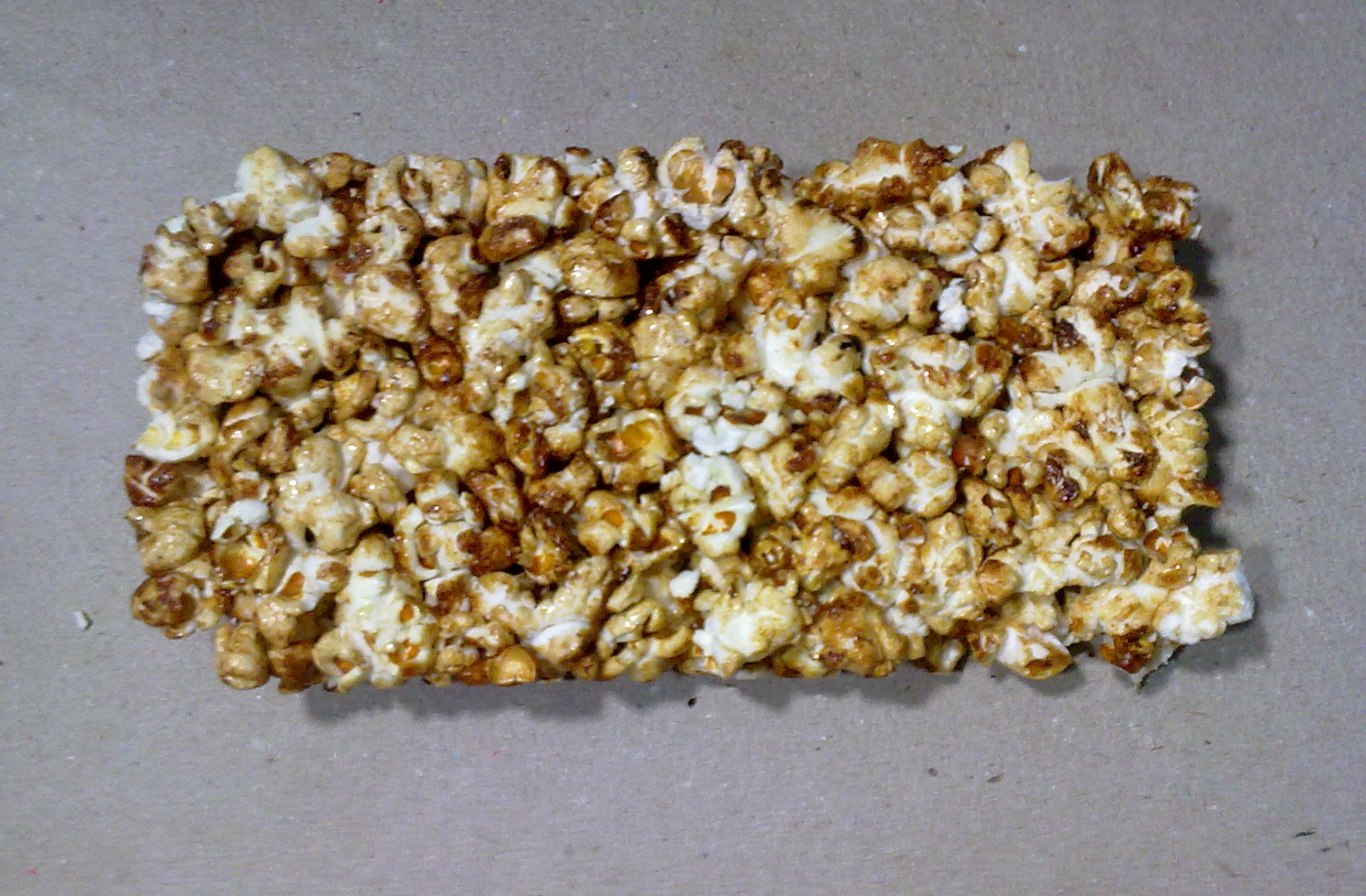
Rositas de maíz

Redován cuenta con un gran prestigio de tradición gastronómica que se pone de manifiesto en sus embutidos elaborados artesanalmente en las carnicerías locales, el jamón serrano al pimentón, así como la cercanía marítima, que se advierte en la fabricación artesanal de una extensa variedad de salazones y pescados ahumados. También destacan múltiples productos panificados y de confitería cocinados en los nueve hornos tradicionales, a fuego de leña que todavía se conservan.
En cuanto a su buena mesa no suelen faltar platos en los que encontramos las magníficas hortalizas y verduras que brinda su huerta, así como:
- paellas de arroz y costra, arroz con conejo y serranas, cocido con pelotas, Arroz de los tres puñaos, Trigo Picao, Cucurrones, migas ruleras, gacha-miga, Guiso de Bacalao, Camarrojas fritas, Bleas cocidas, Ensalada de Lisones, Ensalada de Alcachofas con capellán.

El tapeo típico son la Taza con Pelota, Michirones, Perol de ternera en salsa, Tortilla de Alcachofas, Pastel de Carne Hojaldrado.
En verano son típicos los helados de Crema Mantecada (hecho a base de leche y yema de huevo), así como el granizado de limón o de Agua-Cebada.
Los dulces típicos son las tradicionales:
- almojábanas, Pitisús, Rollos de Calabaza, Tartas de almendra, monas de Pascua, Tocino de Cielo, Madalenas de Aceite, Pasteles de gloria, Milhojas, Buñuelos de Naranja, Torta Boba, Gachas con Arrope y Calabazate.

En Navidad es típico dulces navideños como las Toñas finas, Almendraos, Las floras de Cabellos de Ángel y las Mantecás, etc.
Además existe un turrón autóctono el cual se elabora con azúcar tostada y rosetas de maíz (También conocido por el nombre de "Turrón de novia", porque tradicionalmente los chicos le regalaban a sus novias.

## Medios de comunicación
- Tele4. Televisión Local por Cable y línea de Internet.
- TeleRedován. Televisión Local por Cable y Línea de Internet.

## Deporte
En Redován se practican multitud de deportes a través de las distintas escuelas deportivas municipales y de los clubes que existen en la localidad (Baloncesto, Fútbol, Tenis, Frontenis, Judo, Ciclismo, Montañismo, Pesca, Caza, Atletismo, entre otros). La gran mayoría de ellos federados
En la localidad encontramos diversas instalaciones deportivas municipales:
- Polideportivo municipal Área de los Pasos: dotado con 4 pistas de Tenis, Piscina de verano y cubierta de invierno, 2 Pistas multideporte y 1 de fútbol sala y rocódromo
- Polideportivo municipal B4. Pista de Fútbol sobre césped artificial y pistas de Petanca
- Campo municipal de fútbol
- Polideportivo municipal San Carlos. Con pista de fulbito.

## Hermanamientos
- Saint Aubin de Médoc,  Aquitania, Francia